# Урочище «Берці»
Уро́чище «Бе́рці» — лісовий заказник місцевого значення в Україні. Розташоване в межах Сарненського району Рівненської області, на південний захід від села Кузьмівка. 
Площа 288 га. Статус присвоєно згідно з рішенням облради № 33 від 28.02.1995 року. Перебуває у віданні ДП «Березнівський лісгосп» (Малинське л-во, кв. 18-20). 
Статус присвоєно для збереження частини лісового масиву на лівобережжі річки Зульня. Зростають цінні насадженнями сосни, на перезволожених ділянках — береза і вільха.